# Motore in linea a otto cilindri

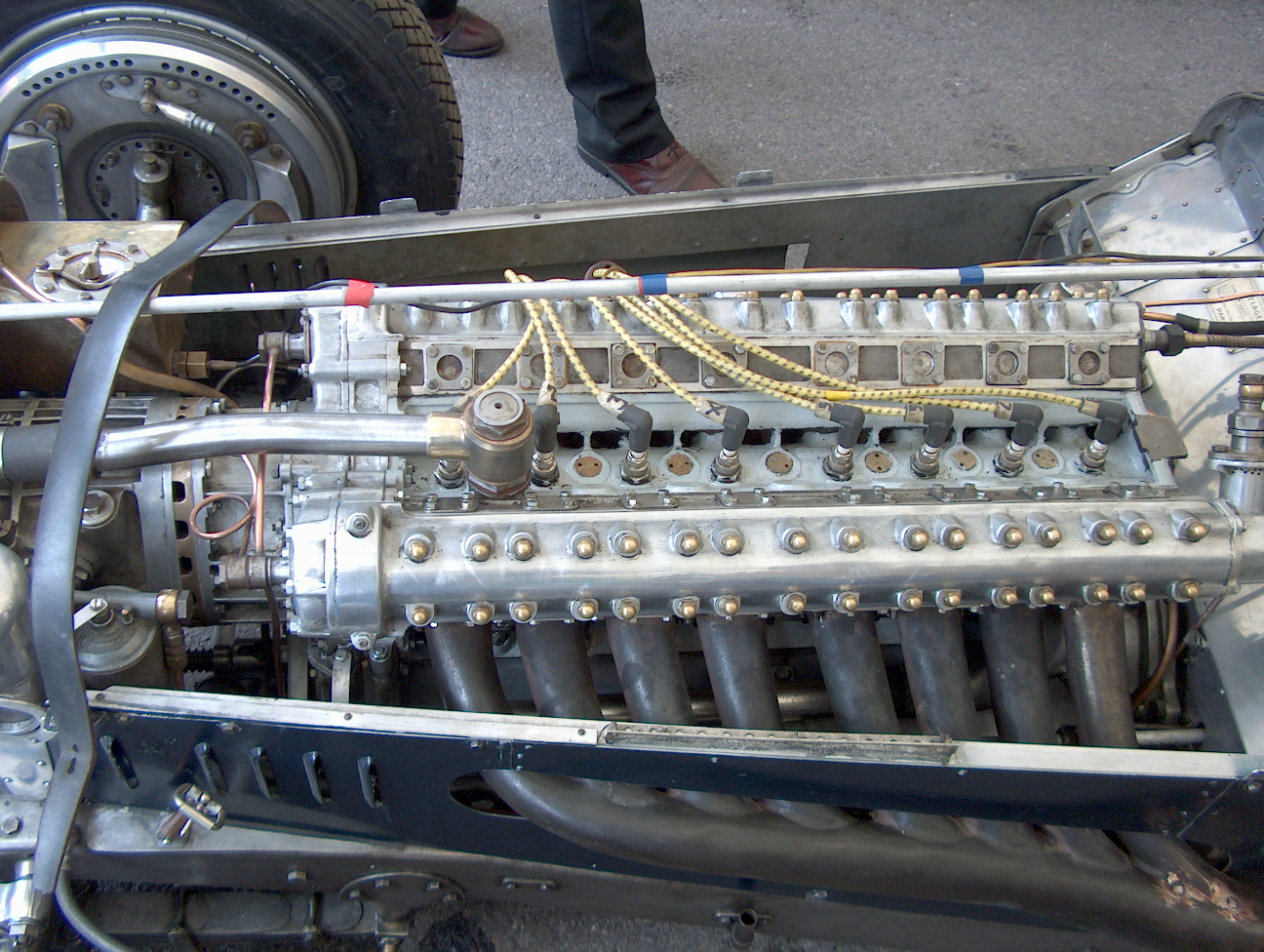
Motore otto cilindri in linea da corsa

Motore otto cilindri in linea con ordine di accensione 1-4-7-3-8-5-2-6

Il motore otto cilindri in linea o in linea a otto cilindri (spesso abbreviato come I8 o L8) è un motore a combustione interna a otto cilindri con quest'ultimi montati in linea retta lungo il basamento. Il tipo è stato prodotto nelle configurazioni con valvola laterale, IOE, valvola in testa, valvola a manicotto e camma in testa.
Un otto cilindri in linea può essere apprezzato per un equilibrio primario e secondario intrinseco, senza forze o momenti primari o secondari sbilanciati. Tuttavia, la vibrazione torsionale dell'albero motore, presente in una certa misura in tutti i motori, è sufficiente per richiedere l'uso di uno smorzatore armonico all'estremità accessoria dell'albero motore. Senza tale smorzamento, potrebbero verificarsi fessurazioni da fatica vicino al perno del cuscinetto del banco posteriore, con conseguente guasto del motore.
Sebbene un motore a sei cilindri in linea possa anche essere valorizzato per un bilanciamento primario e secondario intrinseco, un otto cilindri in linea sviluppa più scoppi per giro e, di conseguenza, funzionerà più agevolmente sotto carico rispetto a un sei cilindri in linea. Inoltre, grazie del numero pari di colpi di potenza per giro, un otto cilindri in linea non produce spiacevoli vibrazioni armoniche di ordine dispari nella trasmissione del veicolo a basse velocità del motore.
Le caratteristiche di scorrevolezza dell'otto cilindri in linea lo resero popolare nelle auto di lusso e da corsa del passato. Tuttavia, la lunghezza del motore richiedeva l'uso di un vano motore lungo, rendendo inaccettabile il design di base nei veicoli moderni. Inoltre, a causa della lunghezza del motore, le vibrazioni torsionali sia dell'albero motore che dell'albero a camme possono influire negativamente sull'affidabilità e sulle prestazioni ad alte velocità. In particolare, un fenomeno denominato "frusta dell'albero motore", causato dagli effetti della forza centrifuga lanciata sull'albero motore quando è ad alte velocità, può provocare il contatto fisico tra le bielle e le pareti del carter, portando alla distruzione del motore. Di conseguenza, il design è stato quasi completamente sostituito dalla configurazione del motore V8 più corto.

## Primo periodo (1903-1918)
Il primo otto cilindri in linea fu concepito da Charron, Girardot et Voigt (CGV) nel 1903, ma mai costruito. Grandi passi avanti sono stati fatti durante la prima guerra mondiale, come Mercedes, che ha fatto motori a otto cilindri in linea per aerei come il Mercedes D.IV. I vantaggi del motore otto cilindri in linea per applicazioni aeronautiche includevano l'efficienza aerodinamica della configurazione lunga e stretta e l'equilibrio intrinseco del motore che rendeva superflui i contrappesi sull'albero motore. Gli svantaggi della torsione dell'albero a gomiti e albero a camme non furono considerati in questo momento, poiché i motori degli aerei dell'epoca funzionavano a basse velocità per mantenere la velocità della punta dell'elica al di sotto della velocità del suono.
A differenza della configurazione del motore V8, alcuni esemplari sono stati utilizzati nelle automobili De Dion-Bouton, Scripps-Booth e Cadillac nel 1914, ma nessun motore otto cilindri in linea è stato utilizzato nelle auto di produzione prima del 1920.

## Tra le due guerre (1919-1941)

### Automobili di lusso

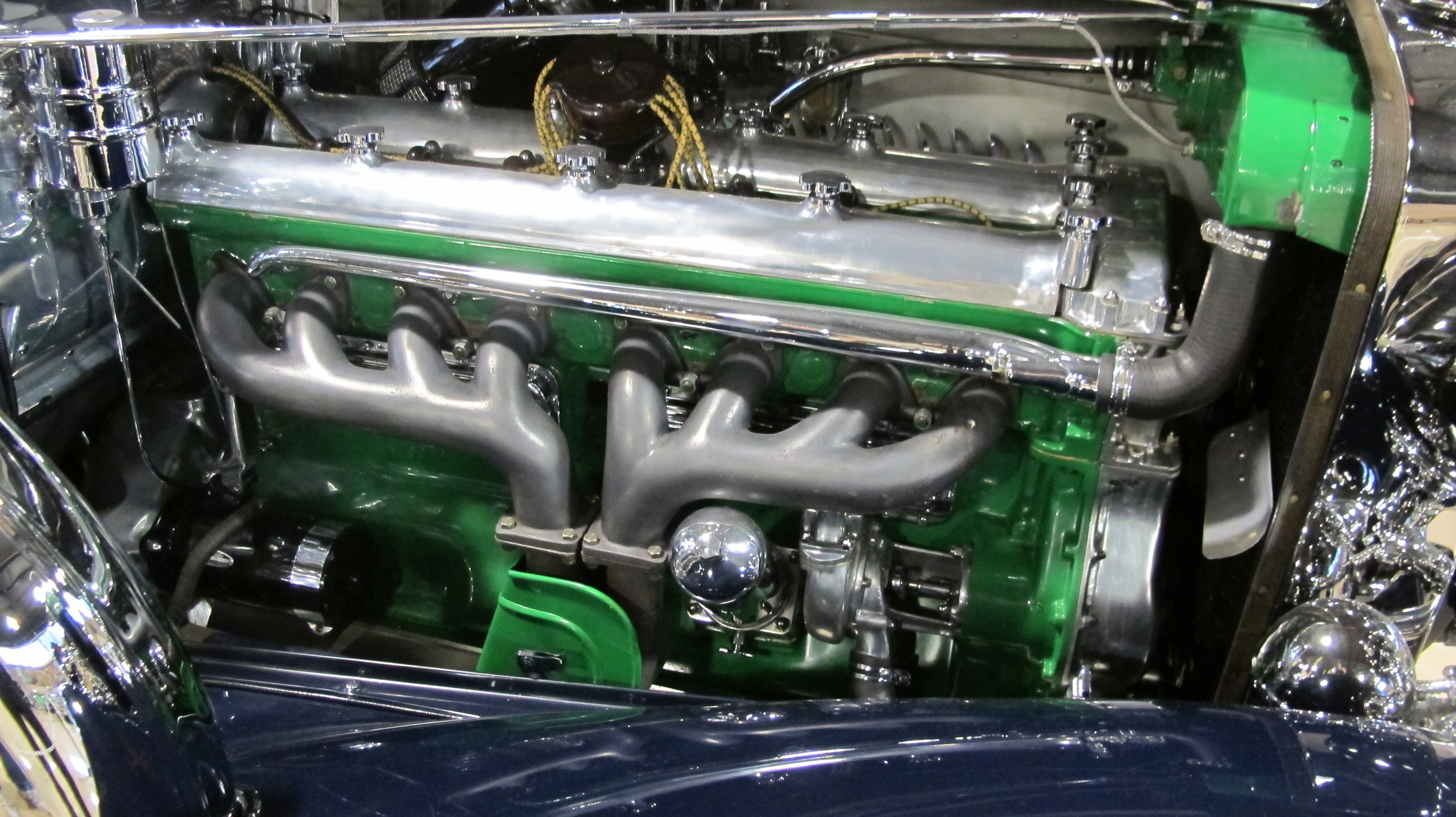
Motore Duesenberg modello J.

L'Isotta Fraschini ha introdotto la prima produzione automobilistica con motore otto cilindri in lina nella loro Tipo 8 al Salone di Parigi nel 1919. Leyland Motors ha introdotto il loro OHC a otto cilindri in linea che giace nelle auto di lusso di Leyland Eight  presso il Salone Internazionale dell'automobile a Olympia, Londra nel 1920. I fratelli Duesenberg introdussero la loro prima produzione i motori otto cilindri in linea nel 1921.
I motori otto cilindri in linea furono utilizzati in costosi veicoli di lusso e ad alte prestazioni fino a dopo la seconda guerra mondiale. Bugatti e Duesenberg usavano comunemente motori otto cilindri in linea a doppia camma in testa. Altre notevoli automobili a otto cilindri in linea furono costruite da Daimler, Mercedes-Benz, Isotta Fraschini, Alfa Romeo, Stutz, Stearns-Knight e Packard . Una caratteristica di marketing di questi motori era la loro lunghezza impressionante: alcuni dei motori Duesenberg erano lunghi più di 1,2 metri, risultando troppo lunghi nei cofani trovati su queste automobili.

### Automobili premium negli Stati Uniti
Negli Stati Uniti negli anni '20, le case automobilistiche, tra cui Chandler, Marmon, Gardner e Auburn, iniziarono a utilizzare motori a otto cilindri in linea nelle auto destinate alla classe media. Il produttore di motori Lycoming costruì motori a otto cilindri in linea per la vendita a case automobilistiche, tra cui Gardner, Auburn e Locomobile . Lycoming fu acquistato dal proprietario di Auburn Errett Lobban Cord, che usò un Lycoming otto cilindri in linea nella sua automobile Cord L-29 e fece costruire a Lycoming il motore otto cilindri in linea per il Duesenberg Model J, che era stato progettato dai fratelli Duesenberg per la Duesenberg Inc. di proprietà di Cord Le case automobilistiche all'interno della Cord Corporation, che comprendeva Auburn, Cord e Duesenberg, furono chiuse nel 1937. Lycoming continua ancora oggi come produttore di motori aeronautici.

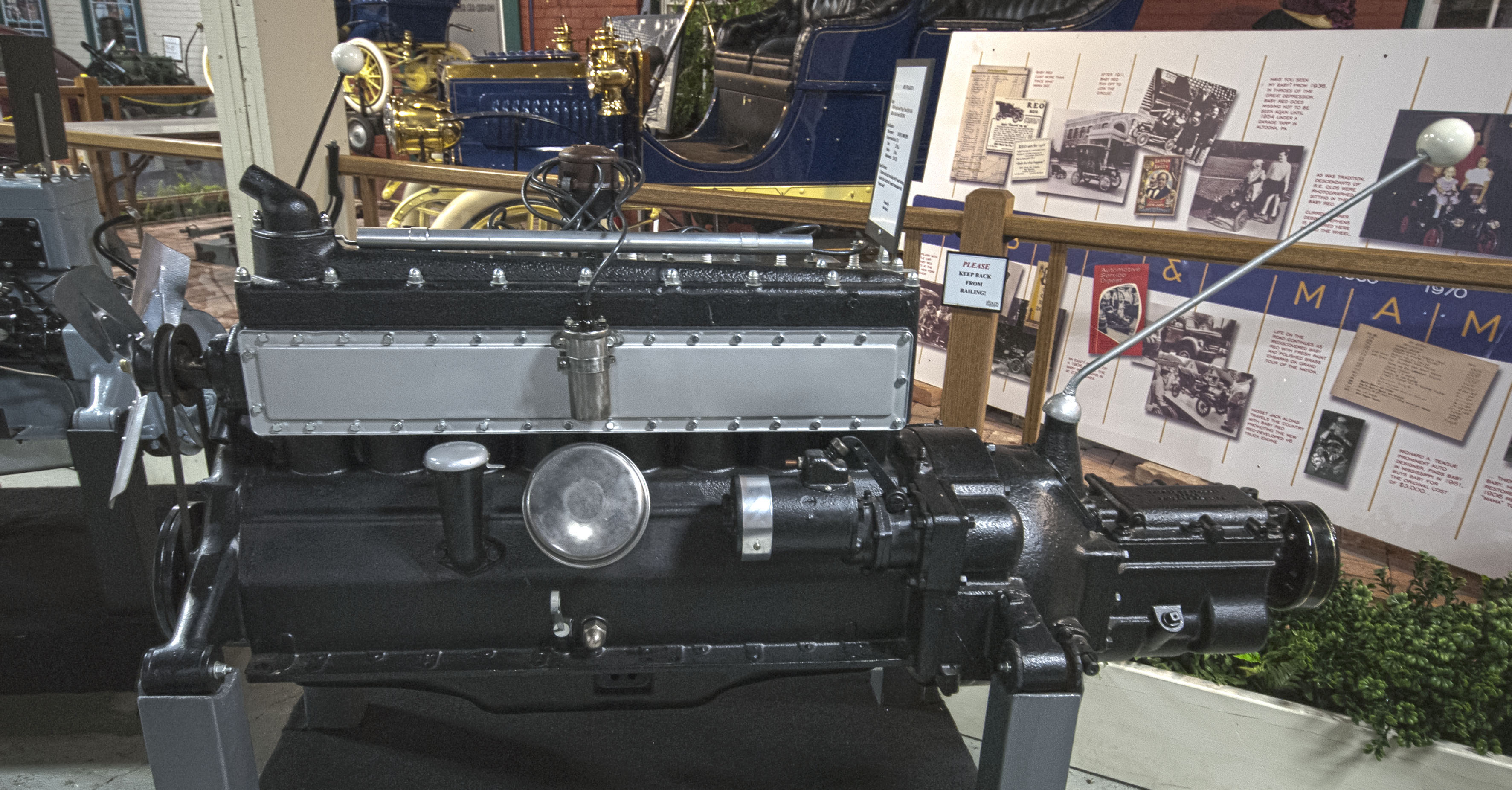
REO otto cilindri in linea del 1931-1934

Alla fine degli anni '20, i venditori di volumi Hudson e Studebaker introdussero motori a otto cilindri in linea per i veicoli premium nelle loro rispettive linee. Furono seguiti all'inizio degli anni '30 da Nash (con un'unità a doppia accensione), REO e le divisioni Buick, Oldsmobile e Pontiac della General Motors.
La Buick otto cilindri in linea era un progetto di valvole in testa, mentre la Oldsmobile otto cilindri in linea e la Pontiac otto cilindri in linea erano motori a testa piatta . Chevrolet, come marchio entry-level, non aveva un otto cilindri in linea. Cadillac, il marchio di lusso di General Motors, rimase con i suoi tradizionali motori V8. Per avere motori fluidi come gli otto cilindri in linea dei suoi concorrenti, Cadillac ha introdotto l'albero motore crossplane per il suo V8 e ha aggiunto i motori V12 e V16 al vertice della sua gamma.
Ford non ha mai adottato gli otto cilindri in linea; le loro auto Ford entry-level utilizzavano motori V8 a testa piatta fino agli anni '50, mentre le loro auto di lusso Lincoln usavano V8 dagli anni '30 agli anni '80 e motori V12 negli anni '30 e '40. Chrysler ha utilizzato otto cilindri in linea a testa piatta nelle sue auto Chrysler premium, incluso il modello di lusso Imperial.

### Dirigibili
Il dirigibile rigido British R101 era dotato di cinque Beardmore Tornado diesel in linea a otto cilindri. Questi motori dovevano fornire una potenza di 715 CV (520 kW) a 1.000 rpm, ma in pratica aveva una potenza continua di soli 595 CV (436 kW) a 900 giri / min.

## Dopoguerra
Dopo la seconda guerra mondiale, i cambiamenti nel mercato automobilistico portarono al declino e all'estinzione finale dell'otto cilindri in linea come motore automobilistico. Gli utenti principali degli otto cilindri in linea erano auto americane di lusso e premium che furono riportate da prima della guerra. Un autobus interurbano Flxible usava il Buick otto cilindri in linea.
Durante la seconda guerra mondiale, i miglioramenti nella tecnologia di raffineria utilizzata per produrre benzina per aviazione portarono alla disponibilità di grandi quantità di benzina poco costosa ad alto numero di ottano. I motori potrebbero essere progettati con rapporti di compressione più elevati per sfruttare la benzina ad alto numero di ottano. Ciò ha portato a motori più sollecitati che hanno amplificato i limiti dell'albero a gomiti e dell'albero a camme nei motori a otto cilindri in linea.

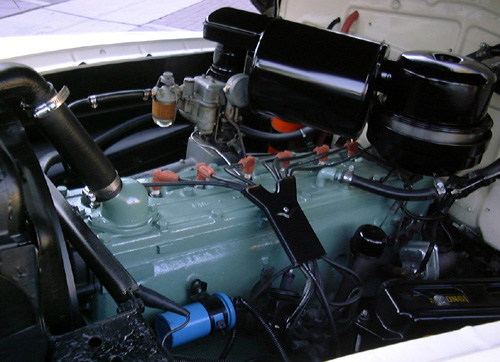
Motore Oldsmobile 8 cilindri in linea degli anni '40

Oldsmobile ha sostituito il loro motore a testa piatta otto cilindri in linea con un motore V8 a valvole in testa nel 1949, nel momento in cui il V8 di Cadillac è stato cambiato con uno con valvole in testa. Chrysler ha sostituito il suo otto cilindri in linea con il suo famoso Hemi V-8 per il 1951. Hudson ritirò il suo otto cilindri in linea alla fine dell'anno 1952. Buick ha introdotto un V8 da 5277 cm³ nel 1953, con cilindrata simile come l'otto cilindri in linea da 5247 cm³, quest'ultimo venne prodotto fino alla fine dell'anno 1953. Pontiac mantenne la produzione sul loro otto cilindri in linea, così come un sei cilindri in linea con testa a L, fino alla fine dell'anno modello 1954, dopo di che un V8 divenne standard. Packard terminò la produzione del loro caratteristico otto cilindri in linea alla fine del 1954, sostituendolo con un V8 a valvole in testa.
Entro la fine degli anni '70 i V8 a valvole in testa alimentavano l'80% delle automobili costruite negli Stati Uniti e la maggior parte del resto aveva motori a sei cilindri.
In Europa, molte fabbriche di automobili erano state distrutte durante la seconda guerra mondiale e ci vollero molti anni prima che le economie devastate dalla guerra si riprendessero abbastanza da rendere nuovamente popolari le auto di grandi dimensioni. Il cambiamento nel design delle auto da un lungo vano motore tra parafanghi separati alla configurazione moderna con il suo vano motore più corto portò rapidamente alla scomparsa del motore a 8 cilindri in linea. Di conseguenza, e dei prezzi della benzina parecchie volte più costosi che negli Stati Uniti, i motori a quattro e sei cilindri azionavano la maggior parte delle auto in Europa e le poche auto a otto cilindri prodotte erano nella configurazione V8.

### Uso militare
L'esercito britannico ha selezionato la serie di motori otto cilindri in linea Rolls-Royce B80 nella famiglia di veicoli corazzati Alvis FV 600. L'auto blindata Alvis Saladin era un design 6x6 con il vano motore nella parte posteriore, una torretta a bassa pressione da 76,2 mm al centro e il guidatore davanti. Il corazzato da trasporto truppe saraceno aveva il motore davanti con l'autista al centro e spazio per un massimo di nove truppe nella parte posteriore. Il vettore logistico anfibio Stalwart ha il compartimento del conducente sulle ruote anteriori, il motore B81 più grande nella parte posteriore e un ampio vano di carico al centro e dietro. Il veicolo antincendio Salamander non era armato e assomigliava al Stalwart con una sovrastruttura convenzionale dei vigili del fuoco.
La serie di motori Rolls-Royce B80 è stata utilizzata anche in altre applicazioni militari e civili, come il camion militare Leyland Martian, il motore del verricello nel Centurion ARV e vari autopompe Dennis.

## Prestazioni e auto da corsa

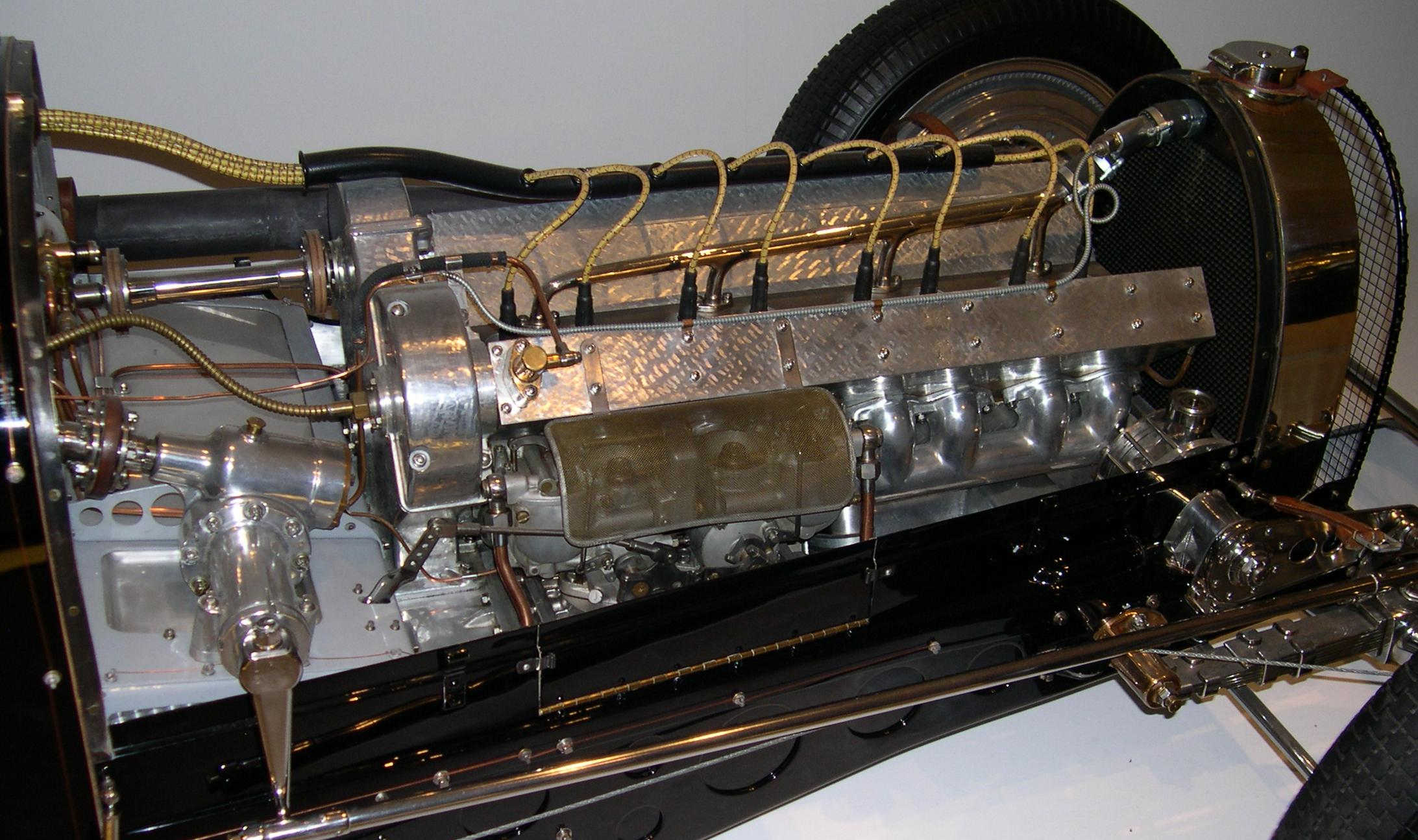
Bugatti DOHC del 1933 a 8 cilindri in linea su una Type 59 corritrice dal Grand Prix.

Nonostante le carenze di lunghezza, peso, attrito del cuscinetto e vibrazioni torsionali che portarono alla fine del dopoguerra degli otto cilindri in linea, l'otto cilindri in linea fu il design del motore ad alte prestazioni preferito dalla fine degli anni '20 alla fine degli anni '40 e continuò a eccellere nel motorsport fino alla metà degli anni '50. Bugatti, Duesenberg, Alfa Romeo, Mercedes-Benz e Miller costruirono auto da corsa di successo con motori a otto alberi a camme in testa ad alte prestazioni negli anni '20 e '30.
I fratelli Duesenberg hanno introdotto il primo motore da corsa a otto cilindri in linea di successo nel 1920, quando il loro motore da 3 litri si è piazzato terzo, quarto e sesto alla 500 Miglia di Indianapolis . L'anno successivo una delle loro vetture vinse il Gran Premio di Francia, mentre altre due si piazzarono quarta e sesta posizione in gara. Sulla base del lavoro svolto dalla società sui motori di aeromobili a 16 cilindri durante la prima guerra mondiale, l'albero a camme in testa, il motore a tre valvole per cilindro producevano 155 CV (86 kW) a 4.250 rpm, ed era in grado di girare a un sorprendente (all'epoca) 5.000 rpm. Nessun motore da Gran Premio prima della guerra aveva raggiunto il picco a più di 3.000 rpm.
Bugatti ha sperimentato con i motori otto cilindri in linea dal 1922 e nel 1924 ha introdotto il Bugatti Type 35 da 2litri, una delle auto da corsa di maggior successo di tutti i tempi, che alla fine vinse oltre 1000 gare. Come i Duesenberg, Bugatti ha tratto le sue idee dalla costruzione di motori per aerei durante la prima guerra mondiale e, come loro, il suo motore era un albero a camme in testa ad alto numero di giri con tre valvole per cilindro. Produceva 105 CV (75 kW) a 5.000 giri / min e potrebbe essere portato a oltre 6.000 rpm. Furono prodotti quasi 400 esemplari del Tipo 35 e dei suoi derivati, un record assoluto per le corse automobilistiche da Gran Premio .

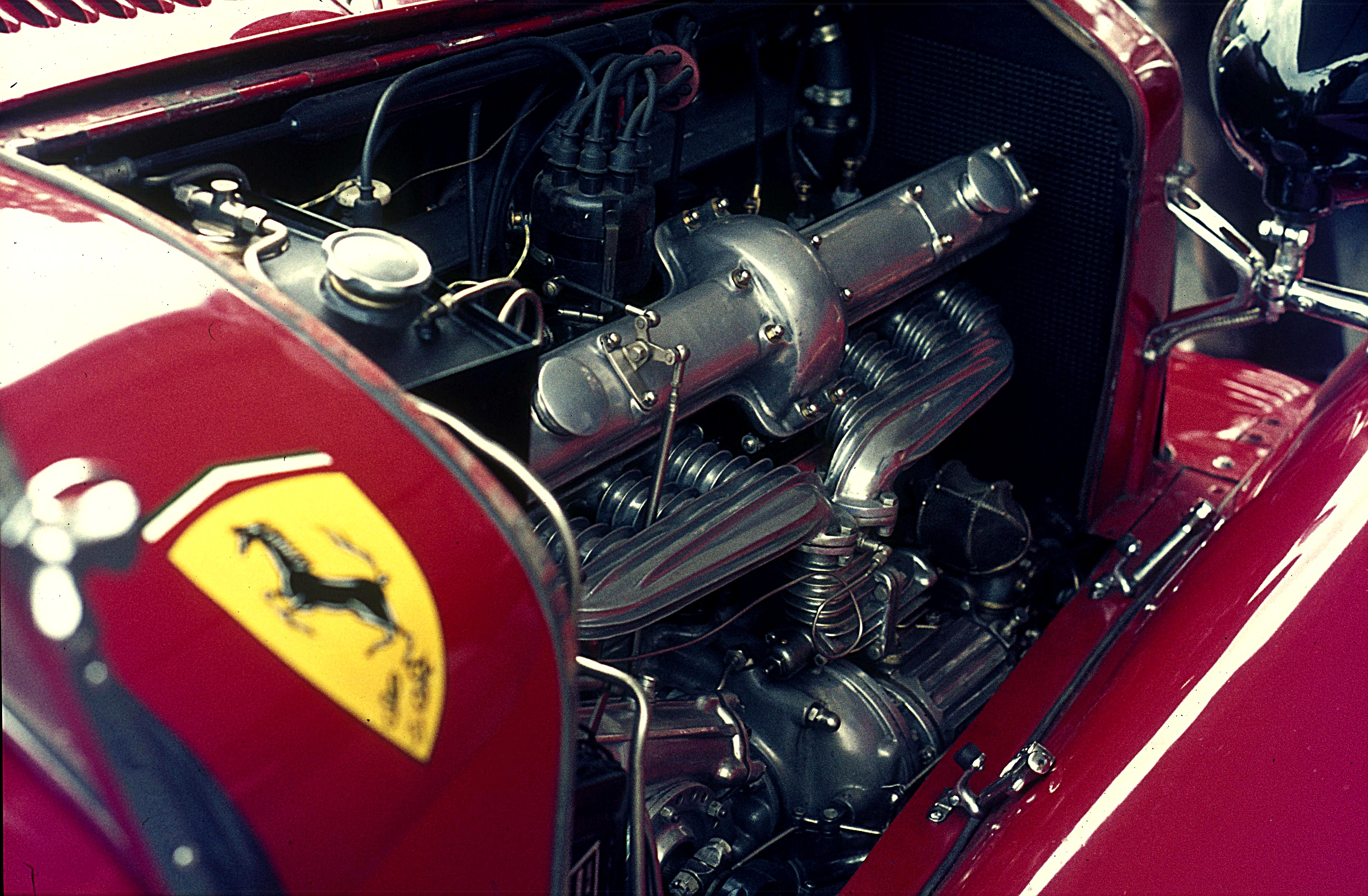
1932 Alfa Romeo 2336 cm³ DOHC Roots sovralimentato straight-8.

L'Alfa Romeo è stata la prima a reagire ai problemi ingegneristici degli otto cilindri in linea: nei motori delle loro auto da corsa per la P2 e P3 e nelle loro auto sportive Alfa Romeo 8C 2300/2600/2900 della Mille Miglia e di Le Mans, la trasmissione ad albero a camme era stato spostato al centro motore, tra i cilindri quattro e cinque, riducendo così le limitazioni di cui sopra. Il otto cilindri in linea è stato effettivamente costruito come una coppia simmetrica di motori quattro cilindri in linea uniti nel mezzo a treni di ingranaggi comuni per alberi a camme e compressori. Aveva due alberi a camme in testa, ma solo due valvole per cilindro.
Dopo la seconda guerra mondiale, l'Alfa Romeo otto di fila sarebbe tornata a dominare la prima stagione di Formula Uno nel 1950 e a vincere la seconda stagione contro la concorrenza della Ferrari con motore V12 nel 1951. L'Alfa Romeo 158/159 Alfetta fu originariamente progettata nel 1937 e vinse 47 dei 54 Gran Premi iscritti tra il 1938 e il 1951 (con un gap di sei anni nel mezzo causato dalla guerra). Nel 1951, i loro motori sovralimentati da 1,5 litri potrebbero produrre 435 CV (317 kW) a 9.300 giri / min e potrebbe raggiungere i 10.500 rpm. Tuttavia, i motori erano alla fine del loro potenziale e le modifiche alle regole per la stagione 1952 resero le Alfetta obsoleta.
Mercedes-Benz avrebbe creato le ultime vetture da corsa con un otto cilindri in linea degne di nota nel 1955, con l'auto da corsa di Formula 1 W196 vincitrice del campionato e l'auto da corsa sportiva 300SLR. La 300SLR era famosa per la vittoria di Stirling Moss e Denis Jenkinson nella Mille Miglia del 1955, ma nota per il mortale incidente di Pierre Levegh alla 24 Ore di Le Mans del 1955. La 300SLR era lo sviluppo finale del design Alfa Romeo dei primi anni '30 poiché non solo l'albero a camme, ma ora anche il cambio era azionato dal centro del motore. Gli ingegneri hanno calcolato che le sollecitazioni torsionali sarebbero state troppo elevate se avessero preso potenza dall'estremità dell'albero motore lungo, quindi hanno messo un treno di ingranaggi centrale nel mezzo (che faceva funzionare anche i doppi alberi a camme, i doppi magneti e altri accessori) e hanno eseguito un azionamento albero all'alloggiamento della frizione nella parte posteriore.